# If the Kids Are United/Sunday Morning Nightmare
If the Kids Are United/Sunday Morning Nightmare è il quarto singolo degli Sham 69 pubblicato nel 1978.

## Tracce

### Lato A
1. If the Kids Are United (Dave Parsons/Jimmy Pursey)

### Lato B
1. Sunday Morning Nightmare (Dave Parsons/Jimmy Pursey)

## Il disco
Il disco fu un successo è raggiunse la posizione n. 9 nella classifica britannica dei singoli nel luglio 1978.

## I brani
If the Kids Are United
La canzone fu anche inclusa nella loro compilation del 1980, The First, the Best and the Last; ne sono state prodotte cover da altri gruppi musicali.

## Formazione
- Albie Maskell: basso
- Mark Cain: batteria
- Dave Parsons: chitarra
- Jimmy Pursey: voce